# Drosophila iki
Drosophila iki este o specie de muște din genul Drosophila, familia Drosophilidae, descrisă de William Alanson Bryan în anul 1934. Conform Catalogue of Life specia Drosophila iki nu are subspecii cunoscute.